# Культура Туниса

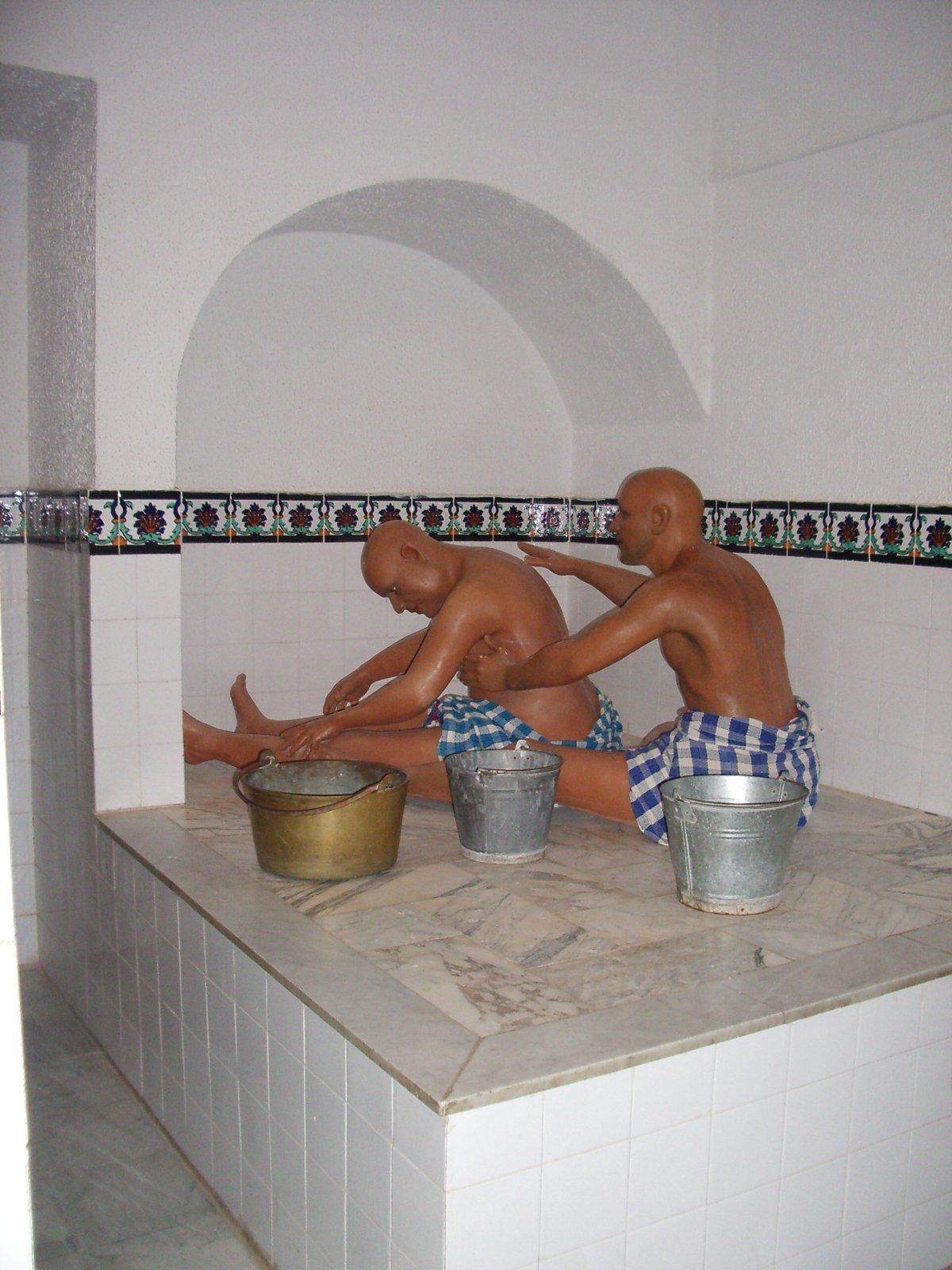
Традиционный хаммам (реконструкция)

Культура Туниса является результатом слияния множества культур: пунической, римской, иудейской, христианской, арабской, мусульманской, турецкой и французской. Тунис стал местом встречи различных цивилизаций и его трёхтысячелетняя культура свидетельствует о том, что эта страна, благодаря своему географическому положению, находилась в центре распространения великих цивилизаций и мировых религий.
В истории Туниса разные средиземноморские культуры неоднократно сменяли друг друга. После падения Карфагена, на территории Туниса утвердилась Римская империя, памятники которой в настоящее время щедро разбросаны по территории Туниса. Семь памятников, в том числе амфитеатр в Эль-Джеме и раскопки Карфагена имеют статус объектов всемирного наследия ЮНЕСКО.
После многих веков развития христианства под влиянием Африканской церкви, страна попала под арабское влияние. В этот период Кайруан стал признанным культурным центром. В результате турецкого завоевания в XVI веке центр власти сместился в Стамбул, что позволило местным представителям власти приобрести независимость, которая продержалась до установления французского влияния. Франция способствовала модернизации Туниса.
Движущие силы тунисской культуры исключительно разнообразны и отмечены смешанным наследием: музей Бардо, архитектурный стиль города Сиди-Бу-Саид, медины Туниса и Суса, кухня сочетающая французский багет, круасаны и сыр с итальянской пастой, смешение андалузских и оттоманских мотивов в музыке.

## Национальные символы

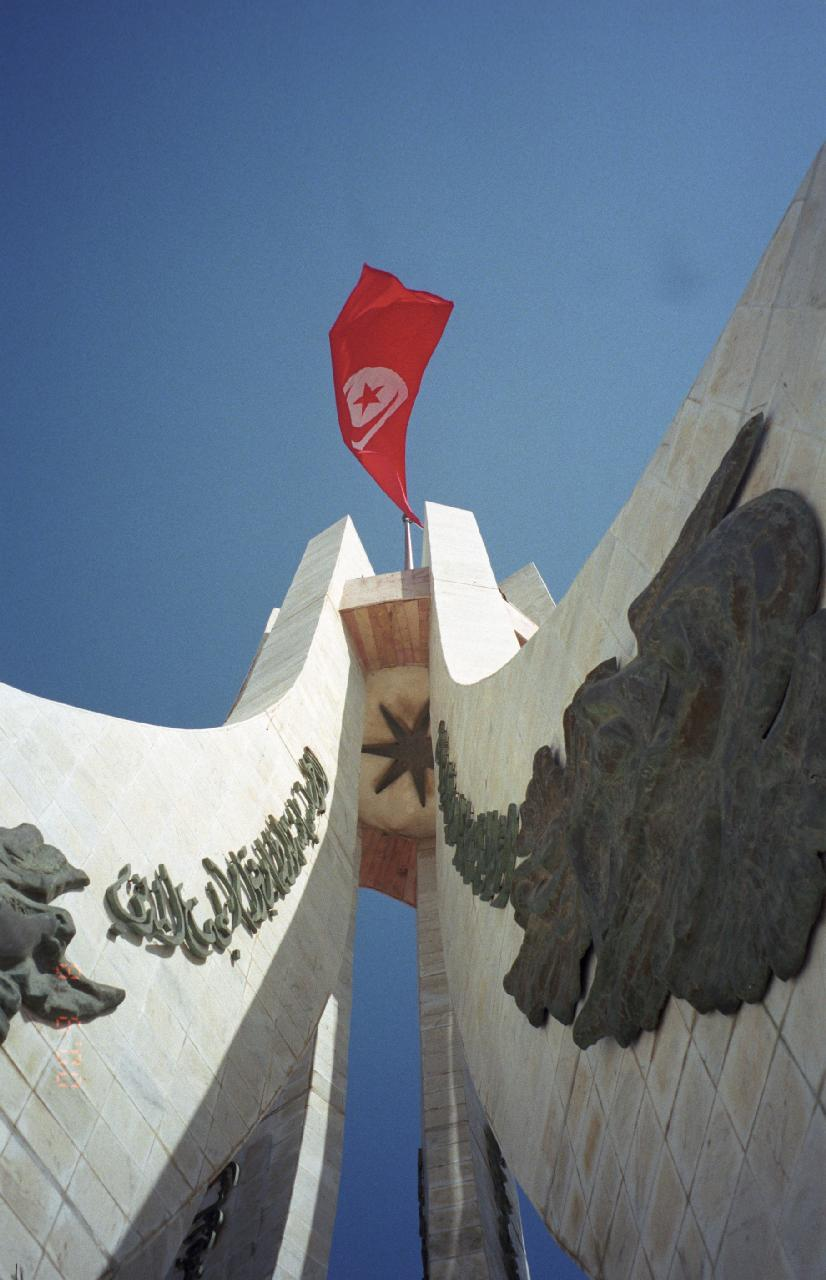
Развевающийся на ветру флаг Туниса

Благодаря небольшим размерам страны и культурной и этнической однородности, жителей Туниса отличает высокий уровень национального самосознания. О нём постоянно напоминают отсылки к новой истории, в частности к борьбе против французского влияния и последующему созданию современного государства в национальных праздниках, названиях улиц, знаменательных датах и фильмах.
Создание флага было инициировано в 1927 Аль-Хуссейном Вторым для того, чтобы обозначить суда тунисского флота. Официально флаг был принят в 1931 году. Флаг Туниса имеет выраженное сходство с флагом Турции, что может объясняться зависимым положением тунисских беев по отношению к Турции.

## Религия
Конституция Туниса устанавливает свободу вероисповедания и правительство придерживается этого принципа. Не разрешается создание религиозных политических партий, прозелитизм и ограничено ношение хиджаба (в частности, в учреждениях и государственных школах). Мусульманские праздники, такие как Курбан-байрам, Ураза-байрам и Маулид ан-Наби, являются праздничными выходными днями. Государство признаёт праздники других религий, особенно монотеистических.
Основной и официальной религией Туниса является ислам, исповедуемый 99 % населения. 85 % тунисцев принадлежат к маликитскому мазхабу суннитской ветви ислама, остальные — к ханафитскому мазхабу. Религиозный календарь предоставляет широкие возможности для отправления религиозных ритуалов, однако точных данных относительно количества практикующих мусульман нет. Имеется маленькая прослойка суфистов.

## Языки

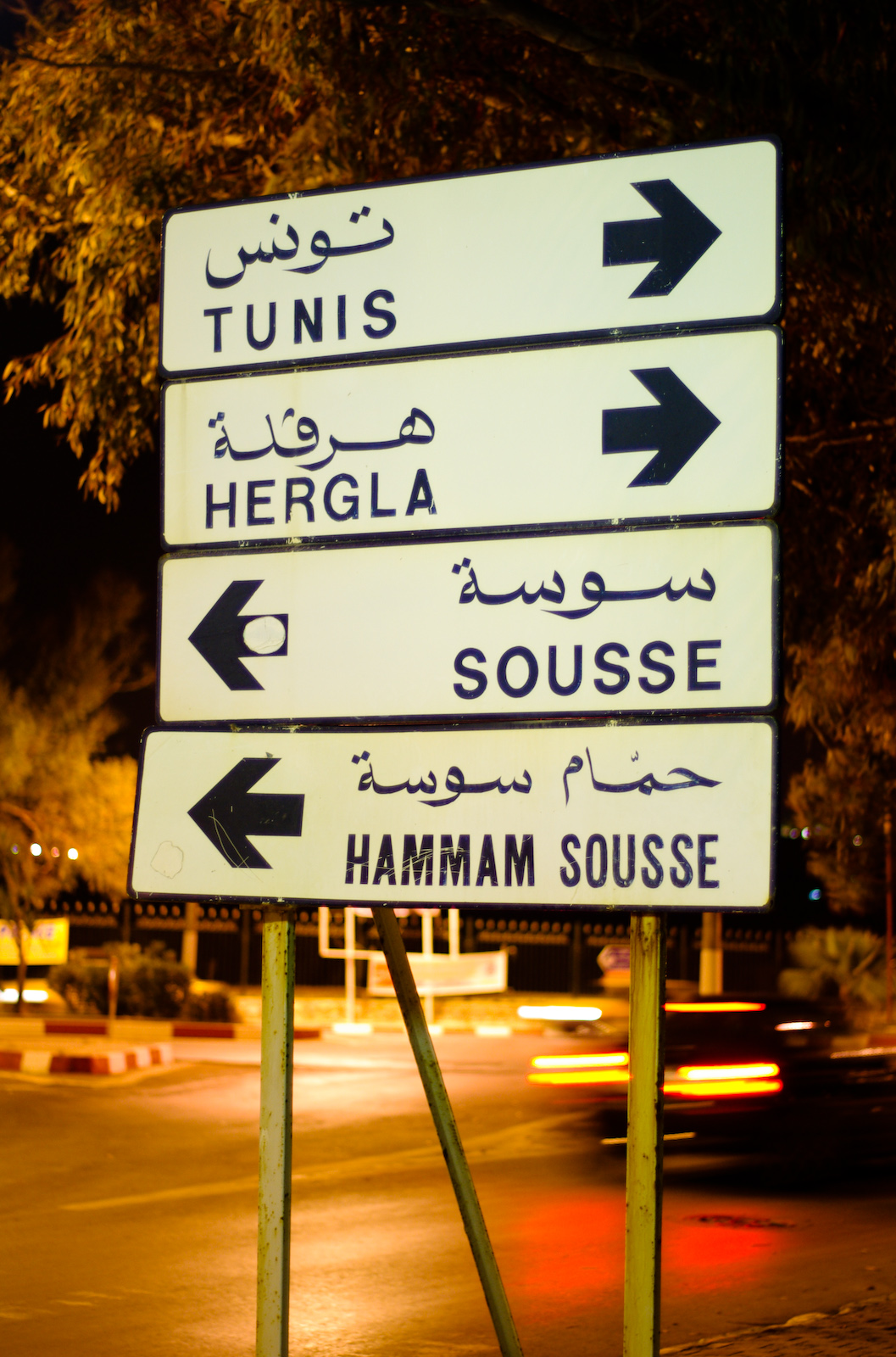
Дорожный указатель на арабском и французском языках

Тунис — самое однородное в лингвистическом плане государство Магриба. Большинство населения владеют как тунисским диалектом арабского языка, так и литературным арабским — официальным языком страны. Тунисский диалект арабского представляет собой скорее совокупность нерегулируемых диалектов, чем один диалект. Разговорный арабский происходит от литературного, на котором повсеместно говорят в повседневной жизни и в семейном кругу. На англ. Shilha говорят менее 1 % населения, преимущественно в полуберберских деревнях юга — Шенини, фр. Douiret, фр. Matmata, фр. Tamezrett, как и в других поселениях острова Джерба.
Во время французского господства в Тунисе, в различных сферах, в частности в образовании, установился французский язык. Он быстро стал признаком социального развития и открытости современным и либеральным ценностям. С обретением независимости началась постепенная арабизация страны, хотя долгое время в сфере государственного управления, правосудия и образования использовались два языка. Распространение европейских языков способствовали открытие страны европейскому влиянию, которому способствовало в значительной степени телевидение.

## Образование

### История образования
До XIX века в Тунисе не существовало системы образования современного типа. В то время на весь Тунис насчитывалось не более 20 школ европейского типа, которые находились под патронатом различных религиозных организаций. На национальном уровне, традиционным образованием занимались в мечети Зитуна в куттабах, медресе, которые обычно содержали фр. moueddeb. Они обучали детей всех возрастов чтению и письму. Образование носило религиозный характер, в качестве текстов использовались фрагменты из Корана и Сунны. Первым учебным заведением современного типа был коллеж Садики, основанный в 1875 великим визирем Хайреддин пашой для подготовки административных кадров. За ним последовало открытие школы Khaldounia (الخلدونية) в 1896 году. В 1956 году, после обретения независимости, началась реформа образования, направленная на унификацию, национализацию и арабизацию системы образования.
В 1966, в рамках политика ликвидации неграмотности трудоспособного населения, Институту образования взрослых фр. Institut de l’enseignement des adultes было поручено обучить грамоте 150 тысяч неграмотных за пять лет. Институт направил усилия преимущественно в производственный сектор — сельскохозяйственные кооперативы, заводы, шахты, крупные предприятия, также в центры народных промыслов, армию, тюрьмы и сельских девушек. Содержание занятий охватывало, наряду с чтением, письмом и счётом, географию, историю, основы права, общественных наук и религии. В зависимости от возможностей, занятия могли включать дополнительно основы профессионального образования и домоведения.
В общем случае, продолжительность основного курса составляла два года, пять занятий по полтора часа в день, составлявших в сумме 450 часов, подтверждаемые сертификатом об образовании. В 1968 году был введён курс третьего года обучения для тех, кто желал продолжить занятия. Число прошедших третий год обучения составило 1090 человек в 1968—1969 годах. Затем, в 1969 году, по многочисленным просьбам был введён ещё один годичный курс (4 год).
По состоянию на 31 декабря 1966 года в стране насчитывалась 21 детская библиотека (система детских библиотек существует независимо от взрослых).

### Современная система образования
Дошкольное образование является необязательным и осуществляется сетью детских садов. Среднее образование является обязательным и бесплатным. Среднее образование поделено на два цикла продолжительностью 6 лет и 3 года соответственно. В начальную школу поступают в возрасте 6 лет. По окончании начальной школы поступают в колледж.

## Музеи
Официально открытый в 1888 году, музей Бардо является одной из наиболее значимых культурных достопримечательностей Средиземноморья. В нём собраны памятники многочисленных культур, существовавших на территории страны в течение многих тысячелетий, в частности, одна из красивейших и крупнейших коллекций римской мозаики. Вторая по значимости в стране коллекция мозаики выставлена в археологическом музее Суса. Главный морской музей страны — океанографический музей Саламбо (фр. musée océanographique de Salammbô). Исламское искусство представлено коллекциями керамики, монет и рукописных священных книг.

## Искусство

### Кинематограф

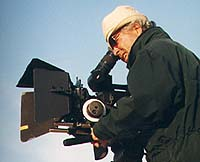
Naceur Ktari за работой (2000)

История кинематографа в Тунисе началась с момента изобретения кинокамеры. С 1896 года братья Люмьер показывали фильмы на улицах Туниса. В 1919 году в Тунисе был показан первый полнометражный фильм, снятый на Африканском континенте — Пять проклятых господ (Les Cinq gentlemen maudits).В начале XX века Albert Samama-Chikli выпустил два первых полнометражных фильма тунисского производства: «Zohra» в 1922 и Aïn El Ghazel, ou la fille de Carthage в 1924. В 1927 году начала работать первая компания по распространению фильмов — TUNIS-FILM. В 1966 году вышел первый полнометражный фильм независимого Туниса L’Aube (Рассвет). Фильм был снят и выпущен в прокат Омаром Хлифи фр. Omar Khlifi.
Долгое время — до 1980-х производство фильмов полностью зависело от Тунисского анонимного(?) общества содействия производству и распространению кинематографа (SATPEC).
С тех пор Тунис стремится стать средиземноморским Голливудом. Продюсер Tarak Ben Ammar, племянник Wassila Bourguiba, сумел убедить крупнейших режиссёров снимать фильмы в студиях Монастира. Роман Поланский снимал там «Пиратов», Франко Дзеффирелли — «Иисус из Назарета». Джордж Лукас, привлечённых местными пейзажами и колоритными пещерными домами аборигенов, снял здесь несколько сцен Звёздных войн. Э́нтони Минге́лла снимал «Английский пациент» в оазисах на юго-западе страны. В городе Сиди-Бу-Саид снимались эпизоды фильма «Анжелика и султан» по мотивам одноимённого романа Анн и Серж Голон.

### Музыка
Тунисская музыка является результатом смешения культур под сильным влиянием Египта. Считается, что музыка Туниса испытала три волны иностранного влияния: первая пришла с востока и её центром были Мекка и Медина; вторая — из мусульманской Испании с центром в Андалузии и последняя со стороны Оттоманской империи с центром в Стамбуле. Результатом этих процессов были соответственно: возникновение народной музыки, появление жанра нуба и распространение таких турецких музыкальных жанров как самаи и пешрев. Среди современных исполнителей Туниса популярна группа Myrath, исполняющая музыку в стиле ориентал-метал.

### Живопись
Из-за запрета на изображение человека в исламе, портретный жанр долгое время подавлялся в Тунисе мусульманскими правителями. Художники, как следствие, обратились к искусству каллиграфии. Возрождение живописи началось с приходом французов. До начала 20 века в художественных галереях выставлялись в основном работы европейских и еврейских художников.
Возникновение современного тунисского изобразительного искусства тесно связано с Тунисской школой, созданной группой художников, объединённых желанием разрабатывать тунисские мотивы и отрицающих влияние восточной колониальной живописи. Школа была основана в 1949 году и объединила французов и тунисцев, мусульман, иудаистов и христиан, таких как Пьер Бушерль, Яайа Тюрки, Абделлазиз Горжи, Моисей Леви, Аммар Фархат и Жюль Лелуш. Некоторые из членов школы обратились к арабо-мусульманской эстетике: миниатюрам, арабескам, исламской архитектуре.

## Кухня

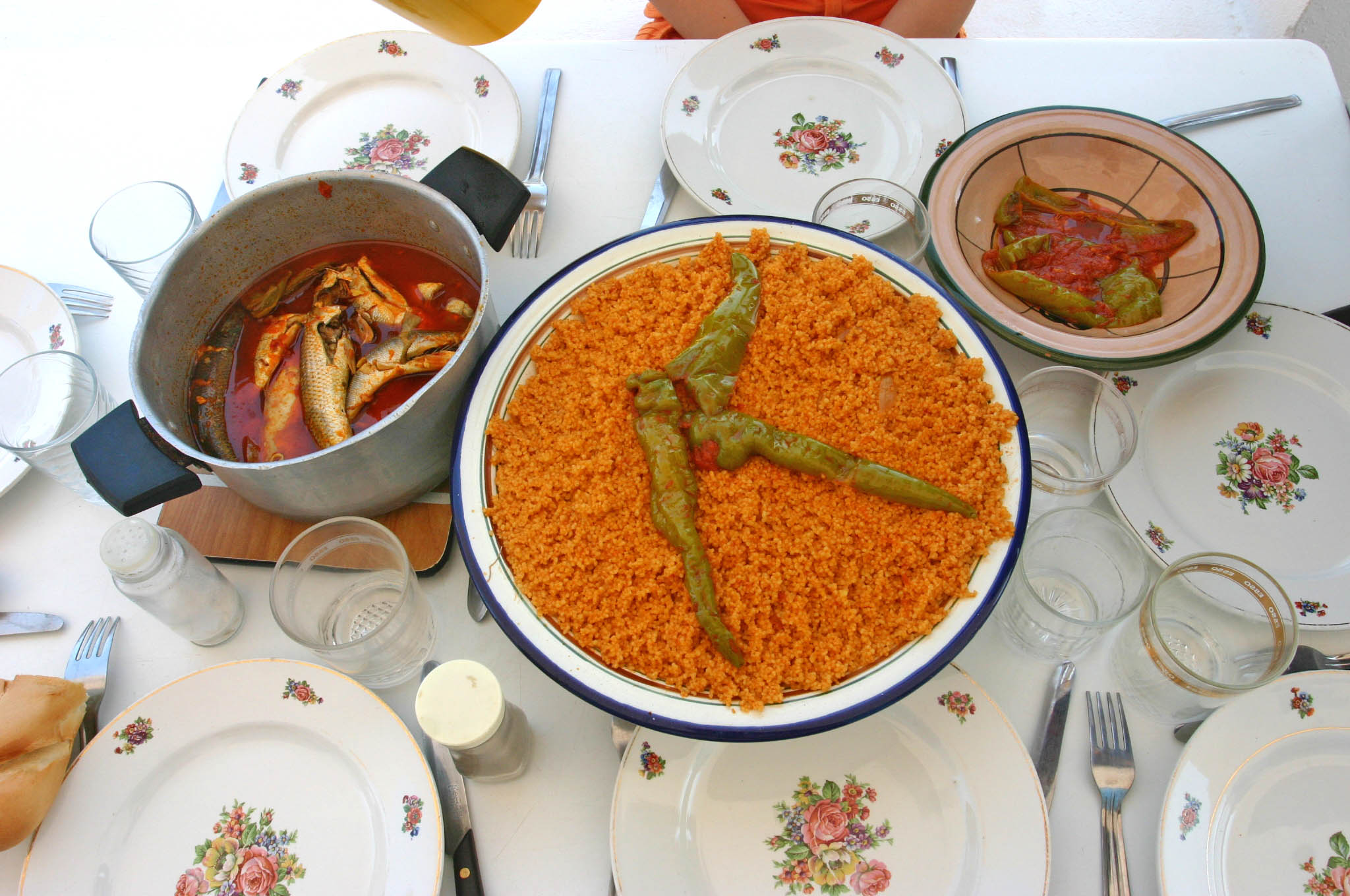
Рыбный кус-кус из Керкенна

В тунисской кухне используются местные продукты: пшеница, для выпечки хлеба и изготовления манной крупы, оливки и оливковое масло, мясо (повсеместно баранина и говядина, в отдельных регионах верблюжье), фрукты и овощи, рыба и морепродукты.

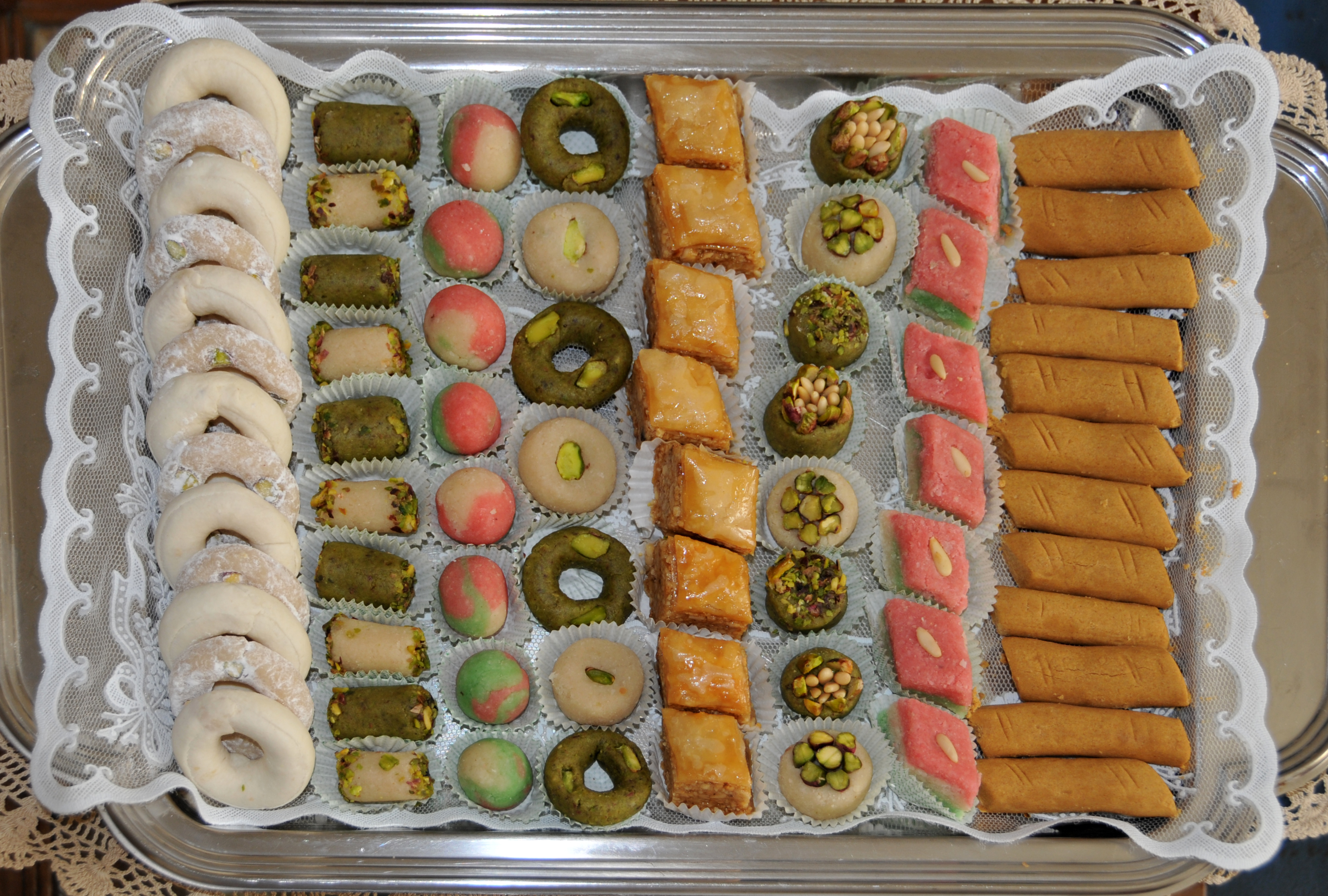
Тунисская выпечка

Самым популярным блюдом являются макаронные изделия, в особенности, спагетти и макароны, обычно употребляемые с томатным соусом и хариссой. Из традиционных блюд популярность пользуется кускус, характерной чертой которого является сочетание овощей (картофеля, томатов, моркови, сквоша), мяса (баранина) и манной крупы. Простые в приготовлении варианты (в особенности рыбный кускус) выступают в качестве повседневного блюда, на праздники готовят более изощрённые варианты.

### Спиртные напитки
Традиционно мусульмане не употребляют алкоголь, но в Тунисе отношение к этому вопросу более либеральное. В стране производятся сухие и столовые вина. В городе Громбалия на центральной площади установлен памятник в виде виноградной кисти. В этом городе каждый сентябрь проводится фестиваль вина. В Тунисе существует единственный национальный пивной бренд — «Celtia». К числу национальных спиртных напитков Туниса также относятся финиковый ликер «Tibarin» и водка из инжира — «Boukha».

## Праздники
- 14 января — День революции в Тунисе
- 20 марта — День независимости
- 21 марта — День молодёжи
- 9 апреля — День памяти мучеников
- 1 мая — Праздник труда
- 25 июля — День провозглашения республики

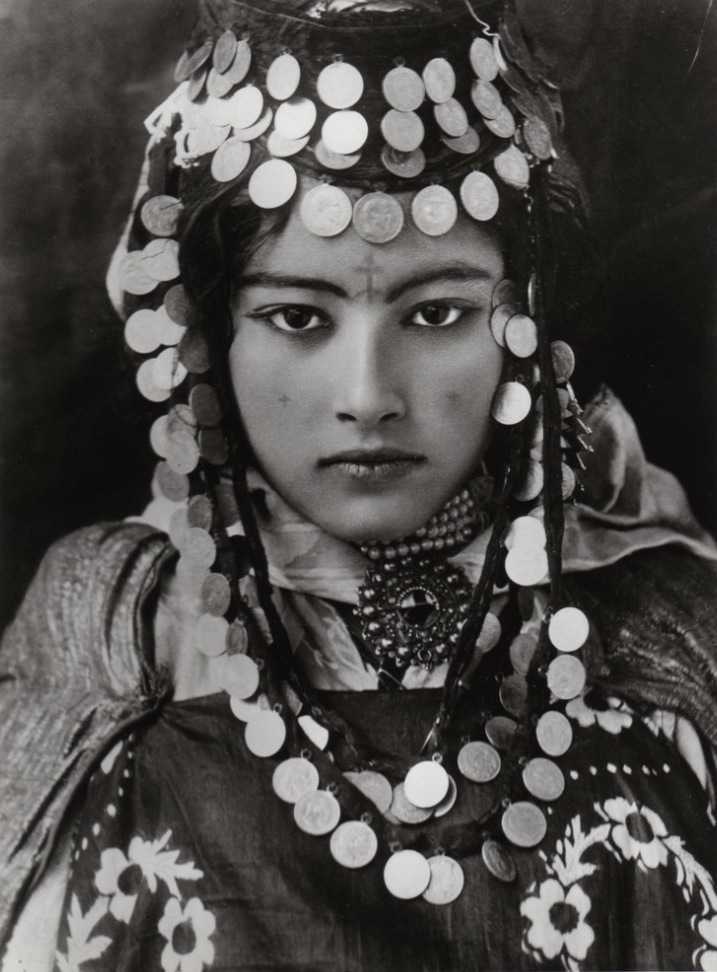
Молодая берберская женщина из Туниса (Фотография начала 20 века)

- 13 августа — День женщин

## Традиционная одежда

### Женская одежда
Женская одежда отличается гораздо большим разнообразием по сравнению с мужской. В городах, большинство женщин придерживаются европейской моды либо носят хиджаб, но в пожилом возрасте туниски часто закутываются в сэфсэри — большое белое покрывало, надевающееся на голову и подпоясанное. Наряд обычно дополняет рубашка с мешковатыми панталонами.
В сельской местности женщины носят платья яркой расцветки. Берберские женщины носят мельхафу — отрез ткани красного или синего цвета, в зависимости от религии и принадлежности к определённой деревне. Ткань удерживается на талии ремнём, а на плечах двумя булавками.